# Gelanor moyobamba
Espèce
Gelanor moyobamba est une espèce d'araignées aranéomorphes de la famille des Mimetidae.

## Distribution
Cette espèce est endémique de la région de San Martín au Pérou,.

## Description
Le mâle holotype mesure 4,71 mm.

## Étymologie
Son nom d'espèce lui a été donné en référence au lieu de sa découverte, Moyobamba.

## Publication originale
- Benavides & Hormiga, 2016 : Taxonomic revision of the Neotropical pirate spiders of the genus Gelanor Thorell, 1869 (Araneae, Mimetidae) with the description of five new species. Zootaxa, no 4046(1), p. 1-72.